# Índice de precios de Navidad

El verdadero costo de la Navidad, 1984–2009

El índice de precios de Navidad (CPI por sus siglas en inglés: Christmas Price Index) es un indicador económico humorístico, mantenido por PNC Wealth Management, que registra el costo de los regalos en el villancico navideño The Twelve Days of Christmas.

## Origen
El índice de precios de Navidad fue ideado por el economista jefe del banco como un índice de precios humorístico para medir el costo cambiante de varios bienes en el tiempo. Los índices de precios, como los compilan los economistas, usan una "canasta" de ciertos bienes y miden el costo de los mismos año con año para medir la inflación en distintos sectores de la economía.
El índice de precios de Navidad mide los artículos en el popular villancico navideño The Twelve Days of Christmas como su canasta de artículos: una perdiz en un peral, dos tórtolas, tres gallinas, cuatro aves cantoras, cinco anillos de oro, seis gansos, siete cisnes, ocho sirvientas, nueve bailarinas, diez "señores saltarines", once gaiteros y doce tamborileros. De acuerdo a la tradición, la compra de dichos artículos comienza el 26 de diciembre y termina el 6 de enero.

## Metodología
PNC compila tanto el "índice de precios de Navidad" como el "verdadero costo de la Navidad". El primero se calcula sumando el costo de los artículos en la canción. El "Verdadero Costo de la Navidad", sin embargo, se calcula como la suma de la compra de una perdiz en un peral en cada uno de los doce días, la compra de dos tórtolas a partir del segundo día para un total de 22 tórtolas, etcétera, para un conjunto de 364 artículos en total.
El precio de cada artículo se calcula de la siguiente forma:
- El precio del peral se cotiza con un vivero local de Filadelfia
- Los precios de la perdiz, tórtolas y gallinas francesas se determinan con el Jardín botánico y zoo de Cincinnati
- El precio del canario doméstico se cotiza con Petco para el "ave cantora"[Nota 2]
- Gordon Jewelers establece el costo de los anillos de oro, aunque los anillos a los que se refiere la canción podrían referirse a cierta especie de faisanes.[9]
- Las sirvientas se asumen como trabajadores que ganan el salario mínimo federal.[Nota 3]
- La compañía profesional de danza The Philadelphia Dance Company da un estimado del salario para "bailarinas"
- El Ballet de Filadelfia estima el salario de los "señores saltarines"
- El salario de los tamborileros y gaiteros es el mismo que un músico del Sindicato respectivo de Pensilvania

## Resultados
Al igual que otros indicadores económicos humorísticos, como el Índice Big Mac que lleva The Economist (que registra el precio de una hamburguesa Big Mac en varios países), el índice de precios de Navidad puede producir resultados que tienen interpretaciones significativas.
De forma general, los precios del índice han reflejado cómo en la economía de servicios de los Estados Unidos, los precios de los bienes han caído, pero los precios del trabajo han crecido. El costo de contratar bailarinas y señores, por ejemplo, ha crecido más de 300 por ciento. Después del alto costo de las bailarinas, los siete cisnes son el artículo más caro del índice; el ciclo reproductivo impredecible de estas aves hace que su oferta sea incierta. Así como el Índice de Precios al Consumidor de los Estados Unidos excluye precios volátiles de energéticos y comida de su índice "central", el índice central del CPI excluye a los cisnes; en 2008 el precio total del índice aumentó 8.1% con respecto al 2007, mientras que el índice central aumentó sólo 1.1%. El artículo más barato en el índice es la perdiz que, en 2008, podía ser comprada por 20 dólares estadounidenses. Los costos, en general, han aumentado y reducido de acuerdo con el Índice de Precios al Consumidor estándar.
Esta recopilación también registra el costo de pedir los artículos en línea; hacer esto es significativamente más caro, parcialmente por los costos de envío. En 2008, PNC estimó el costo total en 31,956.62 USD, un aumento de 2.3% con respecto al 2007, mientras que comprar los 364 artículos en línea costaría 131,150.76 USD, un aumento de 1.8% Sin embargo, si el comprador hipotético comprara cada artículo del proveedor más barato, el índice total sería de 19,844.95 USD, un descuento de 5.86%

## Crítica
El índice de precios de Navidad ha sido criticado por diversas razones. Primero, porque el índice no define claramente los productos que componen cada uno de los doce regalos. Por ejemplo, el precio de las "ocho doncellas que ordeñan" sólo incluye el costo de ocho trabajadores que ganan el salario mínimo federal, mientras que el acto de ordeñar también requiere una vaca lechera, lo cual representa un costo adicional.
En segundo lugar, el índice también se basa en una sola fuente para determinar el costo de cada regalo, mientras que un acercamiento más confiable sería usar varios proveedores.
En tercer lugar, los precios del índice no se corresponden en realidad con el regalo descrito en la canción. Los "diez señores saltarines" son valuados con el costo de contratar bailarines masculinos de ballet y no lores de verdad.